# Alan Levy
Alan Levy (10. února 1932, New York City — 2. dubna 2004, Praha) byl americký novinář a spisovatel literatury faktu.
Absolvoval Brownovu univerzitu, pracoval jako reportér pro Life nebo The New York Times. V letech 1967 až 1971 žil v Praze, spolupracoval mj. na anglickém překladu opery Dobře placená procházka (stal se blízkým přítelem Jiřího Šlitra a byl pravděpodobně poslední, kdo ho viděl živého). V roce 1972 vydal knihu Rowboat to Prague, v níž popsal své zážitky z Pražského jara, sovětské okupace a následné normalizace. Český překlad knihy vydalo v roce 1975 '68 Publishers pod názvem Pražské peřeje.
Po vypovězení z Československa žil Levy ve Vídni, působil jako dramaturg ve Vienna's English Theatre a učil na vídeňské pobočce Webster University. Do Prahy se vrátil roku 1990 a o rok později založil český anglicky psaný týdeník The Prague Post a byl až do své smrti jeho šéfredaktorem.

## Knihy
- Pražské peřeje, Primus 1991, ISBN 80-900078-8-0
- Simon Wiesenthal a jeho případy, Mladá fronta 1996, ISBN 802040578X
- Já jsem jiný Karel Čapek: odyssea profesionálního vězně, Primus 2001, ISBN 80-86207-10-2